# Знаменский монастырь (Ключищи)
Зна́менский же́нский монасты́рь — недействующий женский монастырь, располагался в селе Ключищи (Яковщина, Рузаевский район, Республика Мордовия).

## Предыстория
Ещё в 1792 году в деревне Ключищи (известной впоследствии также как Знаменское и Яковлевщина) был построен каменный холодный храм Знамения Божией Матери с тёплым приделом Преображения Господня. При храме в начале XX века, в 1907 году, из причта имелись священник и псаломщик, существовали церковные дома, прихожан было 437 мужчин и 415 женщин.

## Община и монастырь
Согласно одной из версий, монастырь был открыт как община в 1870 году в Ключищах Липлейской волости Инсарского уезда. По другим версиям, это состоялось в 1883 или 1867 году. Основала общину девица из дворян Юлия Кожина, причём в момент основания здесь также располагались больница и училище. Она же пожертвовала 100 десятин земли, дом с церковью и различные строения. Переименование в монастырь состоялось по определению Священного Синода от 25—27 октября 1900 года. Он располагался в 100 вёрстах от Пензы и в 20 вёрстах к востоку от Инсара. В 1890 году при общине была сооружена домовая деревянная церковь в честь Смоленской иконы Божией Матери. По данным 1907 года, в монастыре возводился собственный каменный храм Знамения Божией Матери.
Причт составлял один священник, которого содержал сам монастырь и который, помимо того, получал 600 рублей жалованья. Учреждение располагало землёй в размере 267 десятин (в 1896 году — 100 десятин общины, из них 42 были заняты лесом и входили в число пожертвованных учредительницей, и ещё 106 десятин, купленных настоятельницей на своё имя), двумя деревянными одноэтажными домами и несколькими деревянными флигелями с хозяйственными постройками. В одном из флигелей разместили церковно-приходскую школу. Т. н. церковная сумма составляла 1206 рублей, экономическая — 425 рублей. В 1907 году среди монашествующих насчитывались одна настоятельница, 4 монахини, 65 послушниц на испытании (в 1896 году — 46) и 6 призреваемых. По данным на 1908 год, кроме настоятельницы остались одна монахиня и 94 послушницы.
По состоянию на 1909 год, монастырь считался общежительным и находился под игуменским управлением. Была построена церковь Воскресения Христова, а также имелись училище и больница.
Во время советской власти монастырь прекратил существование.

## Комментарии
1. ↑  По другим данным, в частности, 1900 года, лесом было занято 62 десятины, а 38 десятин были заняты луговой землёй. См.: Любинецкий Н. А. Землевладение церквей и монастырей Российской империи. — СПб., 1900. — Т. IV. — С. 11.